# Duvestubbe naturreservat
Duvestubbe naturreservat är ett naturreservat som ligger cirka 7 km nordost om Helsingborgs centrum, väster om samhället Ödåkra.
Duvestubbe är ett litet tätortsnära skogsområde, med höga biologiska och rekreativa värden. Områdets naturvärden grundar sig på den uppvuxna ädellövskogen och den historiska markanvändningen som ängsmark och skottskog. Området i sin helhet domineras av högstammig bok med inslag av andra ädellövträd som ek, ask, avenbok och lind. De östra delarna skiljer sig från det övriga området genom att trädskiktet domineras av björk och ask med inslag av klibbal, hassel, skogslönn och asp. Floran i reservatsområdet är rik med bland annat gulsippa, hässleklocka, skogsknipprot och ljusgrön hundäxing.
Duvestubbe är ett populärt rekreationsområde sedan 100 år tillbaka med anlagda stigar, och idag finns även två iordningställda grillplatser och bänkar med bord. Det tätortsnära läget är uppskattat och skogen används av besökare för promenader och hundrastning samt korsas av cyklister. Tillgängligheten är i allmänhet god, då anlagda stigar är breda och grusade.
Kulturhistoriskt värdefulla element i form av stenmurar finns kvar på flera platser i området. Dessa finns inritade på kartor redan på 1700-talet och markerade gränsen mellan olika socknar. Välabäcken rinner genom skogen i en grund fåra och förutom denna finns en damm i områdets sydvästra hörn, ett sankare parti i den nordvästra delen samt ett kärr i nordöst som utgör de igenvuxna resterna av en kvarndamm.
Det småskaliga landskapsrummet innefattande Duvestubbeskogen, de två befintliga naturreservaten Smårydsskogen och Väla skog, samt kringliggande åkrar räknas som ett av kommunens viktigaste kärnområden för biologisk mångfald. Det ger också en tilltalande landskapsbild.
Strax norr om Duvestubbeskogen ligger Starke Tufves stuga, en före detta malttorka som byggts om till en form av gårdsmuseum över den legendariske Starke Tufve som drev Duvestubbe gård på 1700-talet.
Helsingborgs stad beslutade den 28 januari 2009 att lista skogen som naturreservat.